# اقتصاد قومي
الاقتصاد القومي National Economy وهو علم الاقتصاد الذي يدرس ناتج كل أمة من وجهة النظر الاقتصادية باعتبارها كائن اقتصادي لهُ بيئته وظروفه الخاصة. وبالرغم من إن إجراءات الدول قد تختلف وتتباين فيما بينها من حيث تـخصصها الزراعي أو الصناعي، إلا أن وحدة اللغة والتعامل في الدولة الواحدة تعطي صفة الشمول لوحدة النظام الاقتصادي فيها.